# Jaguara (Feira de Santana)

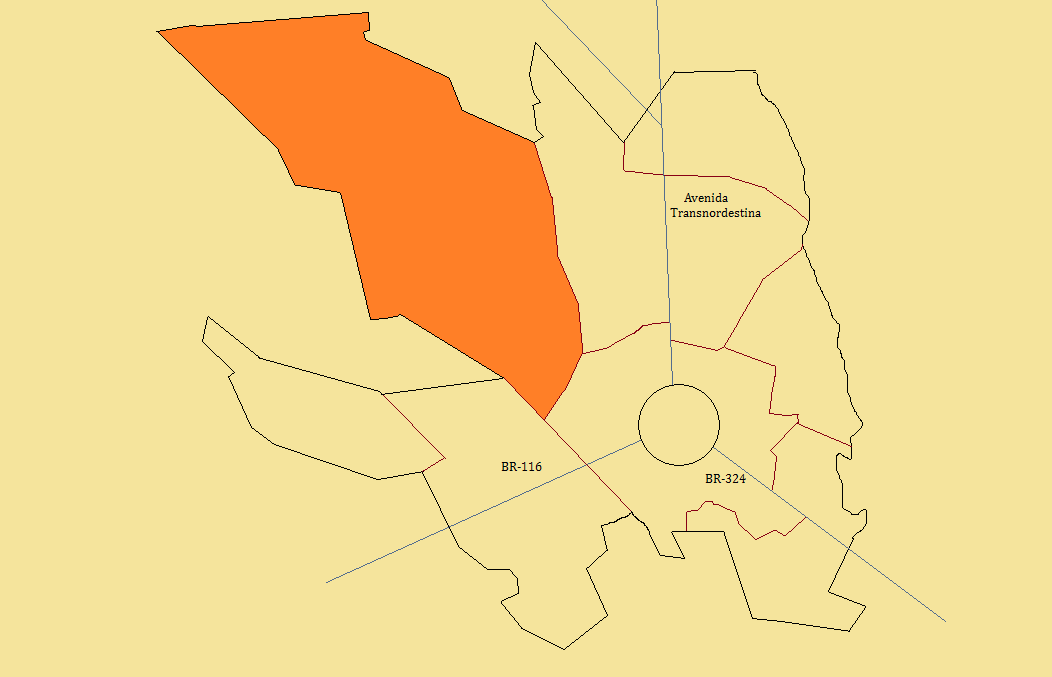
Localização do distrito, em cor laranja.

Jaguara é um distrito do município baiano de Feira de Santana, tendo sua sede localizada a 35 km do mesmo,seguindo pela BA052. 
O distrito é o maior em extensão territorial do município de Feira de Santana,possuíndo em seu território alguns povoados como Morrinhos, Lagoa ´agua, Rio do Peixe, Sete Portas,Barra, dentre outros. 
Até 1943 era denominado Bom Despacho.
Neste distrito ocorre anualmente a Festa do Vaqueiro.
Possui também uma barragem para controlar o fluxo de água.